# Calceolaria flavovirens
Calceolaria flavovirens là một loài thực vật có hoa trong họ Calceolariaceae. Loài này được C.Ehrh. mô tả khoa học đầu tiên năm 2000.